# 1396 Outeniqua
1396 Outeniqua (1936 PF) là một tiểu hành tinh vành đai chính được phát hiện ngày 9 tháng 8 năm 1936 bởi C. Jackson ở Johannesburg (UO).